# Stefan Kalenkowski
Stefan Kalenkowski (ur. 22 października 1895 w Wodzisławiu, zm. 6 września 1941) – major piechoty Wojska Polskiego

## Życiorys
Stefan Kalenkowski urodził się 22 października 1895 w Wodzisławiu. Był w grupie żołnierzy II brygady gen. Józefa Hallera, którzy po bitwie pod Kaniowem w 1918 usiłowali się przedrzeć na zachód, lecz zostali aresztowani przez bolszewików; 3 grudnia 1918 został zwolniony wraz z grupą żołnierzy polskich z więzienia Butyrki w Moskwie. Po zakończeniu I wojny światowej, jako były oficer armii rosyjskiej został przyjęty do Wojska Polskiego i zatwierdzony do stopnia podporucznika. Został awansowany na stopień kapitana piechoty ze starszeństwem z dniem 1 czerwca 1919. W latach 20. był oficerem 84 pułku piechoty w Pińsku, a w 1924 jako oficer tej jednostki był przydzielony do kadry batalionu szkolnego piechoty Nr 9. W 1928 był oficerem 40 pułku piechoty we Lwowie. W czerwcu 1930 został przeniesiony do Departamentu Piechoty Ministerstwa Spraw Wojskowych w Warszawie na stanowisko referenta. 2 grudnia 1930 został mianowany majorem ze starszeństwem z 1 stycznia 1931 i 51. lokatą w korpusie oficerów piechoty. W sierpniu 1935 został przeniesiony do 25 Pułku Piechoty w Piotrkowie na stanowisko dowódcy III batalionu. Do 1939 był kierownikiem referatu w Departamencie Dowodzenia Ogólnego Ministerstwa Spraw Wojskowych.
Podczas II wojny światowej zaginął, według jednej relacji zmarł 6 września 1941 na obszarze ZSRR.

## Ordery i odznaczenia
- Krzyż Walecznych (dwukrotnie)
- Złoty Krzyż Zasługi (16 marca 1934)[16][17]